# رادرفورد (نیوجرسی)
رادرفورد (به انگلیسی: Rutherford) شهری در ایالت نیوجرسی کشور ایالات متحده آمریکا است که جمعیت آن در سرشماری سال ۲۰۱۰ میلادی، ۱۸٬۰۶۱ نفر بوده‌است.